# Геннерих, Василий Карлович
Василий Карлович Геннерих (1817—1894) — российский инженер-генерал-лейтенант, герой Крымской войны.
Родился в 1817 году. Образование получил в Главном инженерном училище, из которого выпущен по экзамену 25 декабря 1836 года полевым инженер-прапорщиком. Служил на Кавказе и принимал участие в походах против горцев, затем находился в Оренбурге и был строителем Новопетровского укрепления .11 февраля 1848 года произведён в подполковники и 1 января 1854 года — в полковники.
Принимал участие обороне Севастополя, занимался производством инженерных работы на многих участках оборонительной линии Севастополя. 25 октября 1855 года ему была пожалована золотая полусабля с надписью «За храбрость», а 12 января 1856 года награждён орденом Св. Георгия IV класса:
Состоя в распоряжении Главнокомандующего Южной армией, заведывал, во время защиты г. Севастополя, с 25 июня по 27 августа 1855 г., всеми работами оборонительной линии на III, IV и V отделениях, а 27 августа 1855 г., когда неприятель ворвался в Корниловский бастион, неустрашимо бросился на него в голове 3 офицеров и 30 сапер и некоторое время удерживал натиск неприятеля.
После окончания Крымской войны состоял в распоряжении оренбургского и самарского генерал-губернатора.
18 февраля 1862 года произведён в генерал-майоры с назначением членом общего присутствия Инженерного департамента Военного министерства, затем был начальником инженеров Финляндского военного округа и 17 апреля 1870 года получил чин в генерал-лейтенанта. В 1873—1874 годах был членом Инженерного комитета Главного инженерного управления.
С 1876 года числился в запасных войсках и состоял на учёте по Кременчугскому уезду Полтавской губернии. Скончался 9 июня 1894 года, из списков исключён 8 ноября.
Среди прочих наград Геннерих имел ордена:
- Орден Святого Владимира 4-й степени с бантом (1845 год)
- Орден Святой Анны 2-й степени (1852 год, императорская корона к этому ордену пожалована в 1854 году)
- Золотая полусабля с надписью «За храбрость» (25 октября 1855 года)
- Орден Святого Георгия IV класса (12 января 1856 года, № 9889 по кавалерскому списку Григоровича—Степанова)
- Орден Святого Владимира 3-й степени (1856 год)
- Орден Святого Станислава 1-й степени (1865 год)
- Орден Святой Анны 1-й степени (1867 год, императорская корона к этому ордену пожалована в 1869 году)
- Орден Святого Владимира 2-й степени (1875 год)